# Proleptochelia tenuissima
Proleptochelia tenuissima is een naaldkreeftjessoort uit de familie van de Alavatanaidae. De wetenschappelijke naam van de soort is voor het eerst geldig gepubliceerd in 2007 door Vonk & Schram.